# Mietlica psia
Mietlica psia, mietlica wąskoliściowa (Agrostis canina L.) – gatunek rośliny z rodziny wiechlinowatych. Jako gatunek rodzimy rośnie w strefie umiarkowanej Eurazji. Ponadto zawleczony do północnej Afryki i Ameryki Północnej. W Polsce występuje na całym obszarze kraju.

## Morfologia

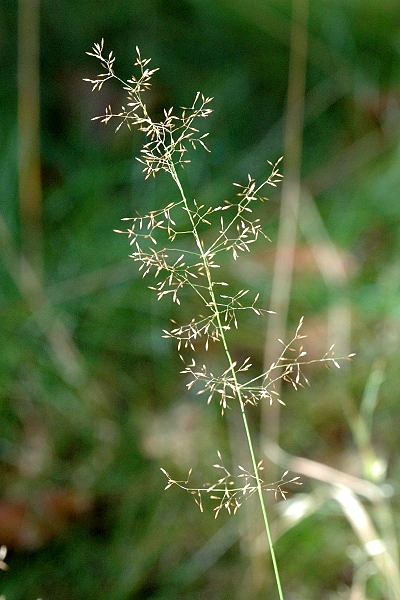
Kwiatostan

ŁodygaŹdźbła o wysokości 20–40 cm, zakorzeniające w kolankach i pokładające się.
LiścieOdziomkowe szczeciniaste, łodygowe płaskie, o szerokości 1–3 mm i długości do 15 cm, wiotkie i szarozielone. Języczek liściowy o długości 2–5 mm, zaostrzony. Otwarte pochwy liściowe, dłuższe od blaszek liściowych.
KwiatyZebrane w kwiatostan w postaci wiechy o długości 3–16 cm. Podczas kwitnienia wiecha jest rozpierzchła, a po kwitnieniu – ścieśniona. Gałązki szorstkie, kłoski o długości 1,5–3 mm, jednokwiatowe, ciemnoczerwone, rzadziej żółte. Dolna plewka bezostna bądź z ością wystającą z plew na ok. 1 mm. Górna plewka niepozorna i beznerwowa.

## Biologia i ekologia
Wieloletnia trawa kępkowa, kwitnie od czerwca do sierpnia, zasiedla gleby kwaśne i ubogie: torfowiska niskie, podmokłe łąki i pastwiska, a także wilgotne wrzosowiska. Jest gatunkiem charakterystycznym zespołu Carici-Agrostietum caninae.